# Sedum palmeri
La borracina di Palmer (Sedum palmeri S.Watson, 1882) è una pianta succulenta della famiglia delle Crassulacee originaria delle montagne del Messico.

## Descrizione

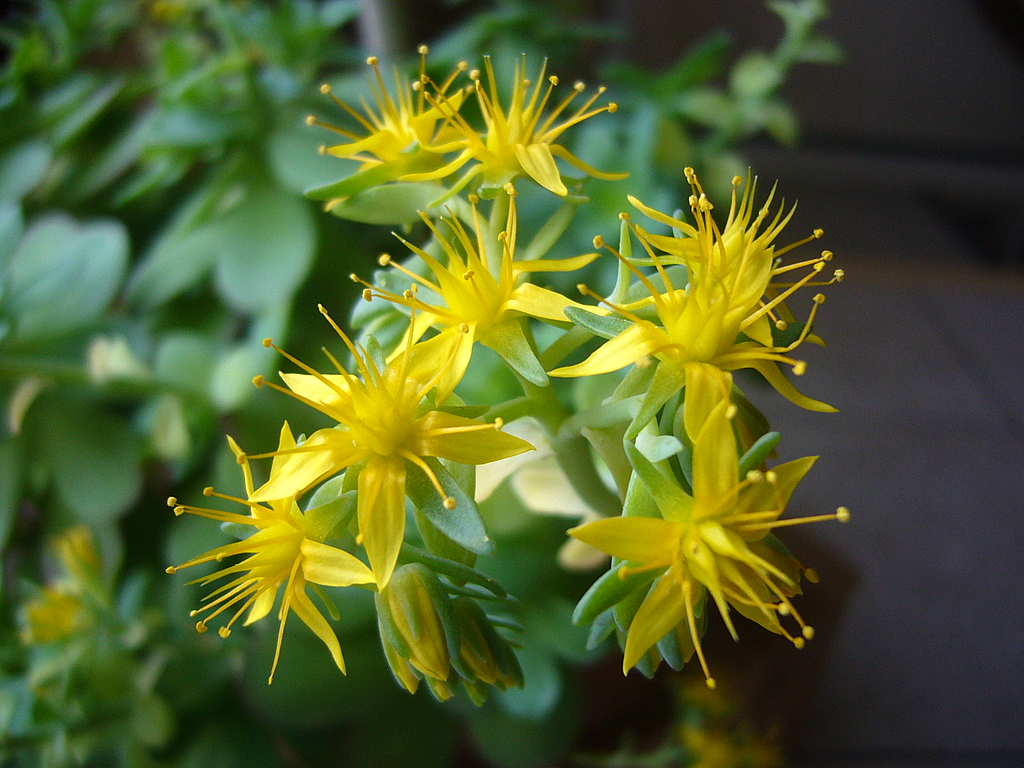
Fiori

Sedum palmeri ha fusti molto ramificato, con portamento ricadente,.
La pianta forma piccole rosette di foglie sessili subovoidali di colore blu-verde, che si arrossano in caso di calore o congelamento, di 5–8 cm di diametro, portate da fusti ramificati di circa venti centimetri.
I fiori, numerosi e gialli, sono pentameri (5 sepali e 5 petali) con numerosi stami, e sono riuniti in infiorescenze a cima.
La fioritura è precoce, in primavera; la pianta è mellifera.

## Distribuzione e habitat
La specie è un endemismo del Messico nord-orientale. Al di fuori del suo areale di origine la specie è stata introdotta, come pianta ornamentale, e si è naturalizzata, in Spagna e Italia.

## Coltivazione
Predilige terreni ben drenati e ama la luce solare diretta.
La propagazione può avvenire per divisione delle radici, talea di foglie o steli o da semi. Le talee sono molto facili (stelo singolo o rosetta con almeno 1 cm di gambo): un frammento tagliato in estate fiorisce nel bel mezzo dell'inverno successivo.